# Ильинский монастырь (Трубчевск)
Ильинский монастырь — женский православный монастырь, существовавший в городе Трубчевске на территории Жучиной слободы в 1675—1767 годах. В последующем упразднён; название монастыря сохранилось в посвящении выстроенной в 1890 году на северной окраине города Ильинской церкви. Участок, на котором стоял монастырь, в настоящее время занят частными домовладениями. Возле ныне существующей Ильинской церкви сохранилось старинное Ильинское кладбище.

## История

### Предыстория
Первая попытка построить в Трубчевске церковь во имя Илии Пророка была предпринята 20 августа 1652 года, когда было утверждено строительство «по челобитью г. Трубчевска попа Космы, на один престол во имя святого пророка Илии».
Этот Кузьма Васильев был известен тем, что до этого начал строить Георгиевскую церковь в Жучиной слободе.
В 1650—1660 годах город подвергся многочисленным набегам польских и крымскотатарских войск. В результате этих военных действий были уничтожены старые церкви и остановлено строительство новых.

### Женский монастырь
Существует христианская традиция по возможности выбирать место для храма там, где раньше были религиозные сооружения.
На этом месте в 1675 году под руководством священника Иоанна (Иванова) был выстроен деревянный монастырский комплекс, состоявший из храма Пророка Илии и келий монашествующих.
Монастырь был обнесён оградой, в которой устроены Святые врата.
Дополнительно священник Иоанн купил для монастыря дом «по правую сторону церкви Георгия мученика».
Храм просуществовал примерно сорок лет, и к 1715 году его главная церковь обветшала насколько, что игуменья монастыря подала прошение о постройке нового храма.
4 октября того же года оно было удовлетворено митрополитом Стефаном, за три года церковь была выстроена заново, и в 1718 году новопостроенный храм был освящён.
с прошлых, давних лет построенная в нашем монастыре церковь божия во имя св.пророка Илии Фесвитянина деревянная весьма ветха и вся развалилась и везде от дождя бывают течи. А без указа лес ронять и церкви вновь строить по обещанию своему и укладчик Трубчевский посадский человек Андрей Беликов не смеем и прошу на вышеписанную церковь божию о строении дать грамоту… 1715 г октября в 4 день по указу в.г и по приказу Стефана митр. Рязанского и Муромского «дать указ о строении церкви». Отмечено: «дан»
Когда в 1715 году началось строительство нового монастырского храма, старый ветхий деревянный храм был переосвящён в честь Положения Ризы Божией матери, разобран и перевезён в село Белоголовичи Трубчевского уезда.
К этому событию относится обращение монахини Анисии Алымовой, которая взяла на себя обязательство построить в монастыре тёплый храм.
В январе 1718 года она подала прошение для разрешения строительства, прошение было удовлетворено, и к августу того же года был выстроен новый тёплый (зимний) храм Благовещения Пресвятой Богородицы.
Анисия Алымова в прошении писала, что «новостроенная церковь Благов. Пр. Б. к освещению изготовлена».
Со стороны священника и жителей села Белоголовичи 6 июля 1718 года было подано прошение о перевозе церкви к ним в село, но подавшие прошение получили отказ.
Несмотря на это, Богородицкая церковь Трубчевского Ильинского монастыря была перевезена именно в Белоголовичи и освящена во имя Архангела Михаила.
Последняя игуменья Ильинского девичьего монастыря — Евгения — была назначена преосвященным Тимофеем, митрополитом Московским в 1760 году.
В 1767 году монастырь был упразднён, а игуменья с монахинями была переведена в Севский Троицкий монастырь.